# Shichi-fukujin
Shichi-fukujin (jap. 七福神 siedmioro bogów szczęścia, siedmioro bóstw szczęścia, powodzenia) – grupa siedmiorga bóstw płodności, szczęścia i bogactwa, czczona w Japonii. Są to postacie o pochodzeniu rodzimym, jak i chińskim oraz indyjskim. Dotarły one do Japonii wraz z buddyzmem. Są one bardzo popularne w Japonii i wiązane zarówno z shintō jak i buddyzmem.

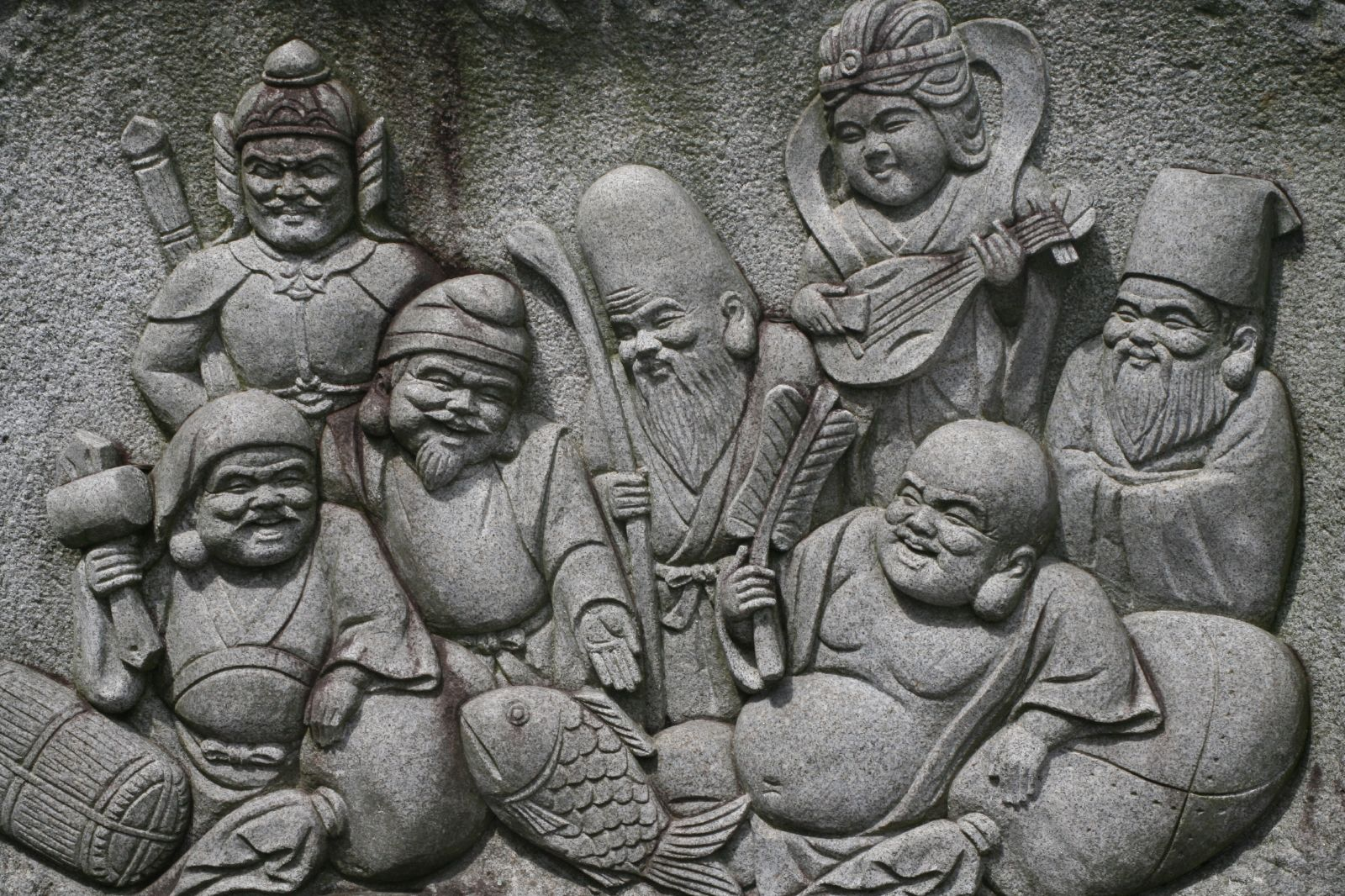
Siedmioro bogów szczęścia

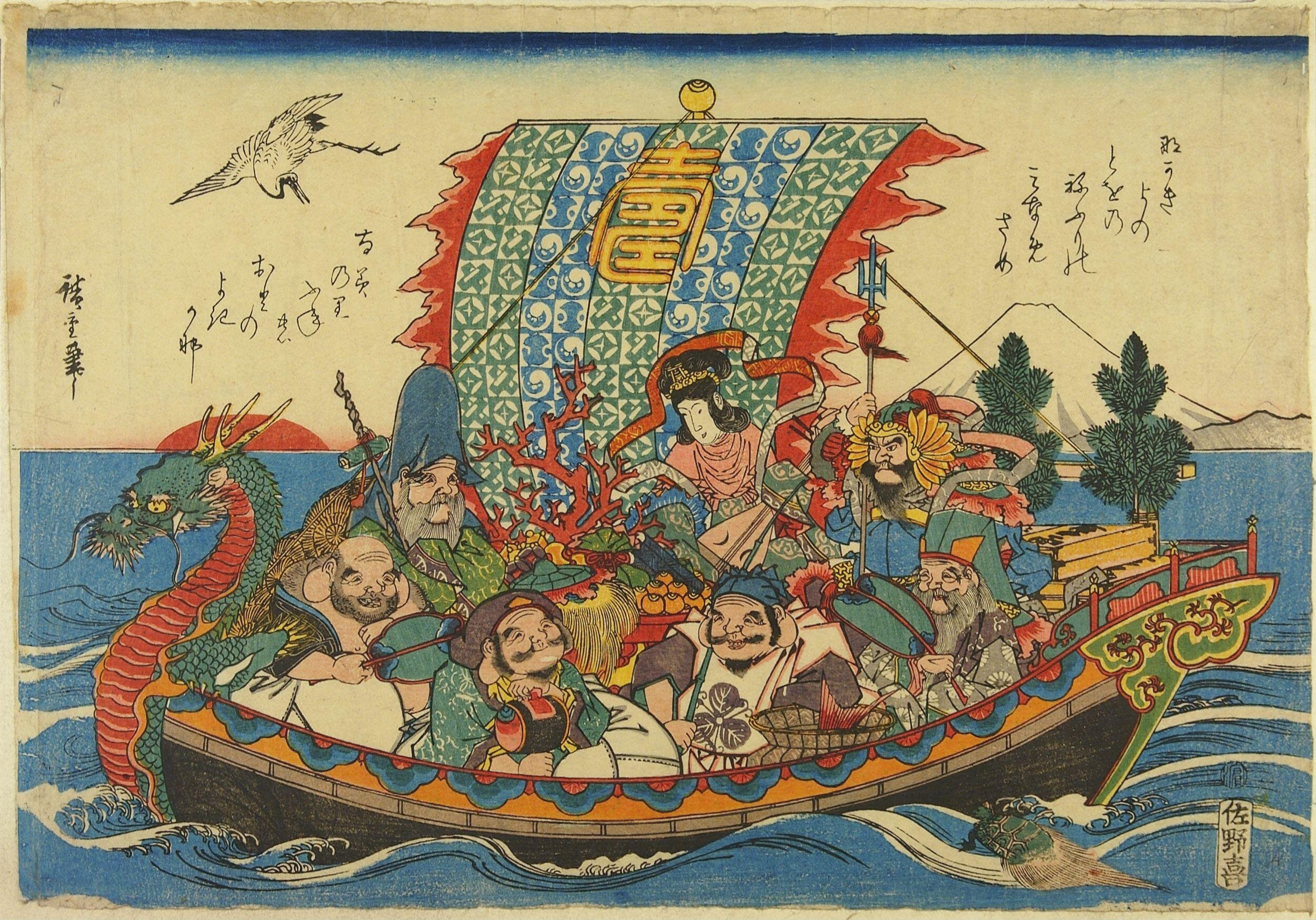
Siedmioro bogów szczęścia na statku

Tę grupę bóstw zestawił w XVII wieku Tenkai, mnich buddyjskiej sekty Tendai, z zamiarem, aby symbolizowały: szczęście, długowieczność, uprzejmość, honor, uczciwość i popularność.
Według mitologii japońskiej, siedmioro bogów szczęścia podróżuje razem po morzach cudownym „statkiem pełnym skarbów” (takara-bune) w kształcie smoka, wypełnionym skarbami i magicznymi przedmiotami, m.in.: czapką-niewidką i workiem zawsze napełniającym się pieniędzmi. Swoim wyznawcom przynoszą szczęście, bogactwo i powodzenie w życiu.

## Benzaiten(Benten)
Jedyna żeńska postać grupy, bóstwo związane z żywiołem wodnym, rozrodczością i bogactwem. Postać na wskroś synkretyczna: łączy postać hinduskiej bogini Saraswati oraz sintoistycznej bogini Ichikishimy. Benten to początkowo buddyjski duch opiekuńczy identyfikowany również z bóstwem żywności Uga-no-mitama. W sztuce wyobrażana z instrumentem strunowym biwa oraz wężem, nierzadko nago (np. słynna piękna rzeźba w Kamakura).
Pomaga zdradzonym, zazdrosnym lub samotnym kobietom (nie lubi szczęśliwych mężatek). Jest opiekunką hazardzistów, kupców i spekulantów.
Jej świątynie znajdują się w każdym mieście Japonii i budowane są zawsze na wodzie (morzu, jeziorze, stawie). Najbardziej znane to Itsukushima-jinja oraz Zeniarai-Benten w Kamakurze.

## Bishamonten

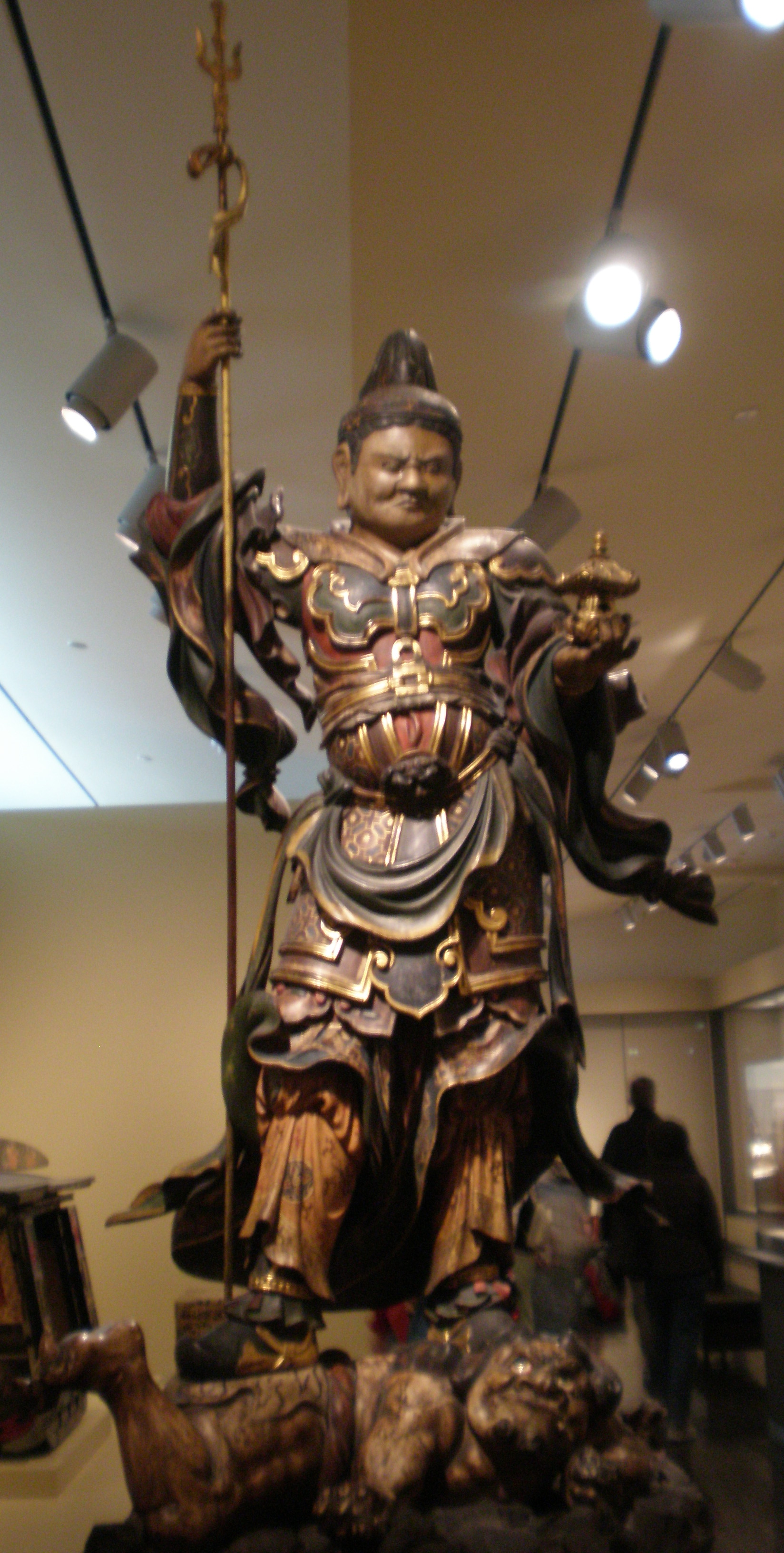
Bishamonten

Początkowo bóg ten miał strzec buddyzmu i dlatego przedstawiany jest w zbroi. Jest bóstwem bogactwa i dobrobytu, a jego atrybutem – złota pagoda trzymana w dłoni. Pochodzenie nie jest pewne, ale prawdopodobnie wywodzi się od hinduskiego boga Kubery – dawcy bogactw.
Pierwotnie „strażnik północy” Waiśrawana. Ma postać wojownika o niebieskiej twarzy, w zbroi i hełmie. W rękach trzyma włócznię i pagodę (symbol pobożności), często depcze dwa demony. Posiada niezmierzone bogactwa i obdarowuje ludzi dziesięcioma rodzajami skarbów i szczęścia. Chroni od chorób i złośliwych demonów. Jest także patronem prawników. Pomocy Bishamona wzywał książę Shōtoku w walce z wrogami buddyzmu.

## Daikoku
Bóstwo bogactwa i dobrobytu, łączone z bóstwem Ōkuninushi – imię Daikoku bywa w Japonii używane zamiennie z jego imieniem. Towarzyszy mu szczur, bądź biały zając, atrybutami są młotek szczęścia i worki pełne kosztowności. Hinduski pierwowzór to prawdopodobnie pomniejsze, opiekuńcze bóstwo Mahakala.
Patron bogactwa i rolnictwa. Ubrany jest w strój myśliwego i otoczony symbolami dobrobytu: stoi na workach ryżu, worek ryżu ma też zarzucony na plecy. W ręku trzyma młotek szczęścia, którym spełnia kierowane do niego życzenia. Czasem towarzyszy mu szczur – również symbol bogactwa. Wizerunki Daikoku często umieszcza się w kuchni.
Największy chram, w którym czczony jest Daikoku, to Izumo Taisha w prefekturze Shimane.

## Ebisu

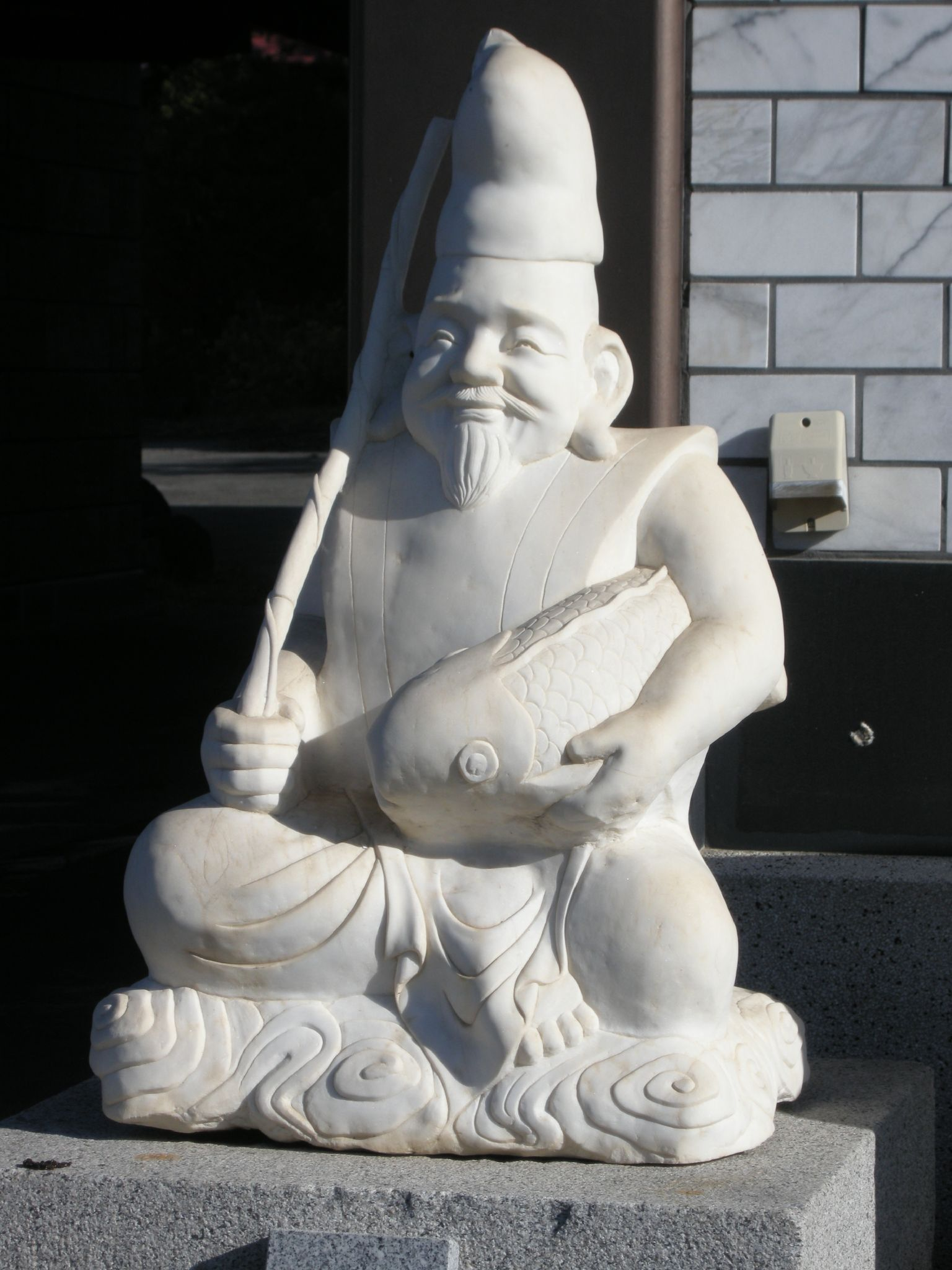
Ebisu

Bóstwo związane z rybołówstwem i majątkiem, którego pochodzenie budzi najwięcej wątpliwości. Japońscy mitografowie widzieli w nim pierwsze kalekie dziecko Izanagi i Izanami, spuszczone przez nich na tratwie na morze lub potomka w dalszym pokoleniu boga Susanoo, który miał mieć zamiłowanie do łowienia ryb. Ebisu jest patronem pomnażania bogactwa, wyobrażanym często w dworskim nakryciu głowy i z rybą pod pachą.
Patron pracy fizycznej i biznesu. Ma postać przysadzistego, roześmianego mężczyzny, z wędką lub siatką na ryby oraz rybą w ręku. Uważany za syna Daikoku. Ebisu jest głuchy, dlatego nie usłyszał zaproszenia na coroczne święto wszystkich bogów Japonii w Izumo Taisha i jako jedyny z bogów ma własne święto w swojej świątyni. Powszechnie czczony przez sklepikarzy, handlowców i właścicieli firm – ma im zapewniać szczęście w interesach.

## Fukurokuju
Bóstwo pochodzenia chińskiego, taoistycznego, związane z długowiecznością. Ma postać mężczyzny z nienaturalnie wydłużoną czaszką, co znamionuje mądrość. Często towarzyszy mu żuraw, czarny jeleń lub żółw (symbole długowieczności). Wyobraża się go z wysokim czołem – symbolem fallicznym.
Ma przynosić popularność, długowieczność, udane życie seksualne.

## Hotei
W Chinach zwany jest Budai. Jest to charakterystyczny, "uśmiechnięty budda", najczęściej w postaci mnicha o łysej głowie, z wielkim, odsłoniętym brzuchem (jego figurki tzw. „śmiejącego się Buddy” są często spotykane także w Polsce). W japońskich wyobrażeniach towarzyszą mu dzieci, które ma nosić w worku. Jest patronem dobrego humoru i dzieci oraz szczęścia rodzinnego. Przynosić ma ludziom nie tylko bogactwo, lecz także zadowolenie i pogodę ducha.

## Jurōjin

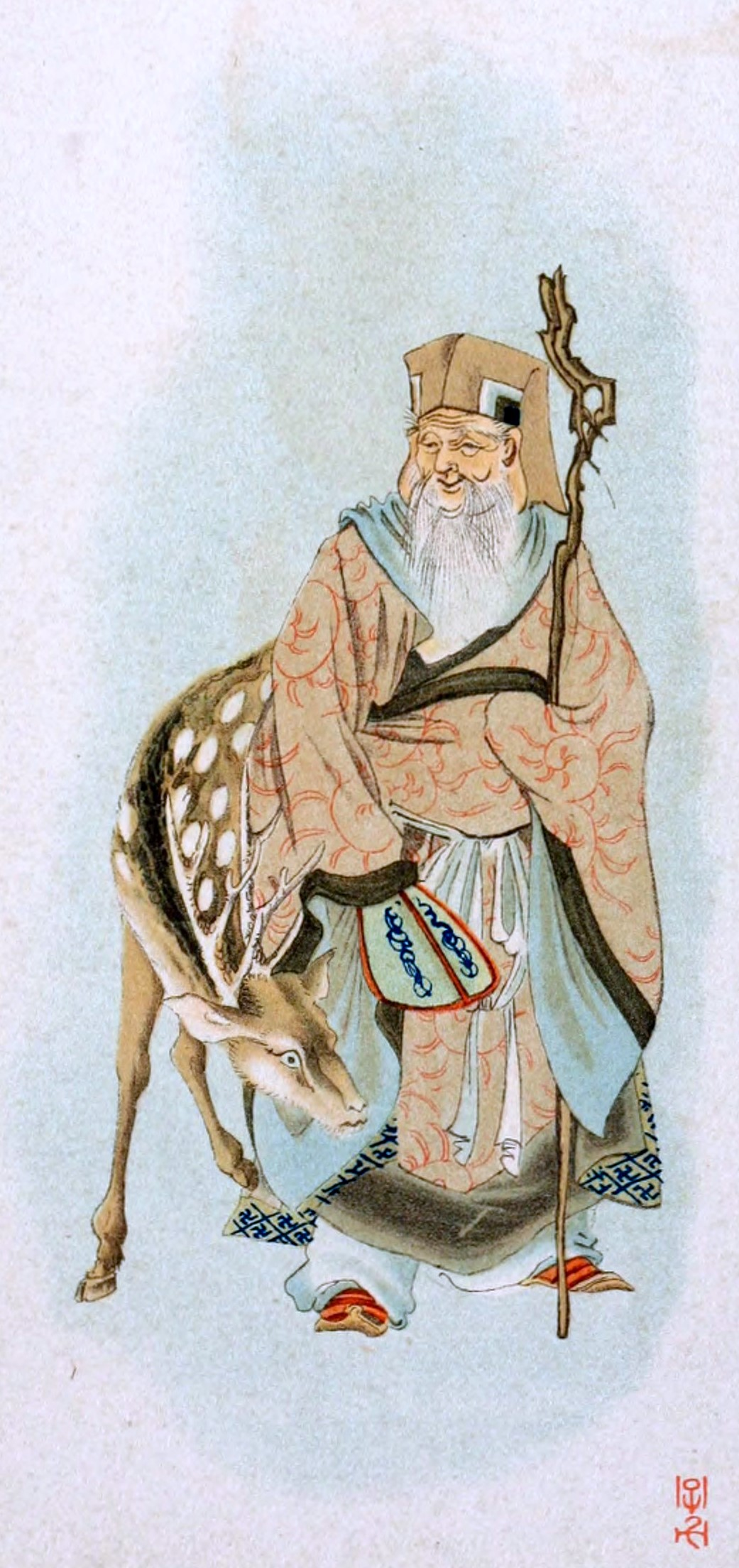
Jurōjin

Bóg pochodzenia chińskiego, taoistycznego. Podobnie jak Fukurokuju odpowiada za długowieczność, wyobrażany jako starzec niskiego wzrostu z długą, siwą brodą, w towarzystwie jelenia – innego symbolu długowieczności. Trzy ostatnie bóstwa nie występują samodzielnie, w przeciwieństwie do czterech pierwszych, które doczekały się własnych świątyń i chramów.
Jurōjin trzyma w ręku laskę, do której przywiązany jest zwój z zapisaną całą mądrością świata. Bardzo lubi ryżowe wino i chętnie przyjmuje je w ofierze. Często towarzyszą mu te same zwierzęta, co Fukurokuju. Jest bogiem szczęśliwej starości.

## Shichi-fukujin w kulturze
Shichi-fukujin należą do częstych motywów sztuki japońskiej, przedstawiane są w malarstwie, drzeworycie i rzeźbie. Częste są też amulety z ich wyobrażeniami. Wiele elementów ich kultu znajduje odzwierciedlenie w tradycjach noworocznych. Często towarzyszy im bogini Amenouzume.
Popularność bogów szczęścia jest widoczna m.in. w dekoracjach sklepowych i wzornictwie. Jeden z nich, Ebisu, ma pomnik przy tokijskiej stacji metra, która nosi jego imię.